# Judy Rafat
Judy Rafat (* 1956 in Toronto) ist eine kanadische Jazz-Sängerin.

## Leben
Rafat wuchs in einer musikalischen Familie auf. Nach ihrem Musikstudium mit den Hauptfächern Gesang und Flöte an der University of Western Ontario ließ sie sich nach einer ausgiebigen Europatour in Deutschland nieder. Sie wurde zunächst als Folksängerin bekannt.
1986 traf sie Dizzy Gillespie und war fortan vom Jazz begeistert. Gillespie wurde ihr Mentor, bis zu seinem Tod 1992 verband sie eine enge Freundschaft. Ab 1994 war Rafat Dozentin für Jazzgesang an der Gerhard-Mercator-Universität in Duisburg. 1996 trat Rafat zusammen mit dem Dave Brubeck Quintet auf, was ihre Popularität in der Szene erhöhte.
1997 veröffentlichte Rafat das Album Con Alma, auf dem sie Kompositionen von Gillespie interpretiert, zu denen sie teilweise selbst Texte schrieb. Rafat arbeitete bereits zusammen mit Kenny Barron, Frank Wess, Rufus Reid, Ignacio Berroa, Claudio Roditi, Mike Longo, Paquito D’Rivera sowie John Lee.
Seit 2000 widmet sich Rafat verstärkt der Ausbildung junger Nachwuchstalente und gründete zu diesem Zweck ihre eigene Gesangsschule „School of Vocal Music“.

## Diskografie
- 1998: Con Alma
- 2005: Pure Inspiration
- 2005: Women of the World
- 2010: Around About Midnight
- 2018: It`s Christmas Time Again